# 马尔萨奈拉科特
马尔萨奈拉科特（法語：Marsannay-la-Côte，法語發音：[maʁsanɛ la kot]）是法国科多尔省的一个市镇，位于第戎市区的正南方向，属于第戎区和第戎都市圈。马尔萨奈拉科特也是勃艮第红酒产区的一部分。

## 地理
马尔萨奈拉科特（47°16'14"N, 4°59'19"E）面积12.85 平方千米，位于法国勃艮第-弗朗什-孔泰大區科多尔省，该省份为法国中东部省份，北起奥布省，西接涅夫勒省和约讷省，南至索恩-卢瓦尔省，东南接汝拉省，东临上索恩省，东北部与上马恩省接壤。
与马尔萨奈拉科特接壤的市镇（或旧市镇、城区）包括：舍诺沃、佩里尼莱第戎、科尔塞勒莱蒙、库谢、费奈、隆维。

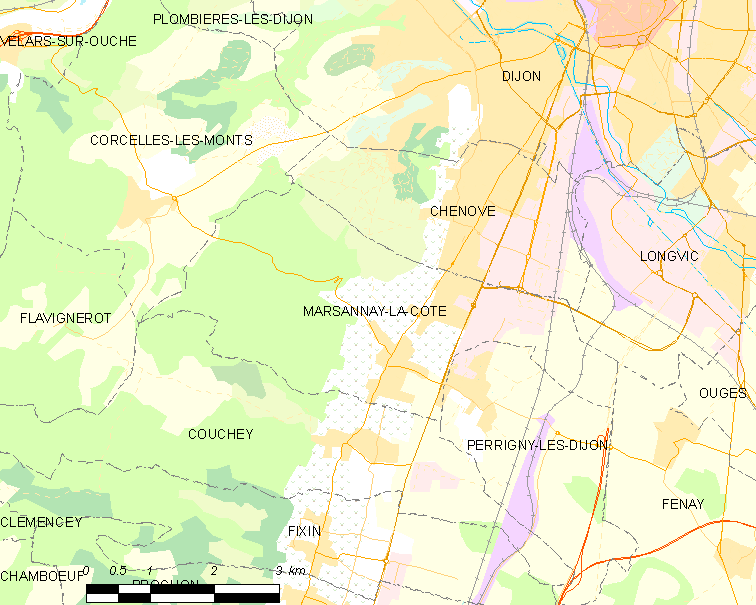
马尔萨奈拉科特的OSM定位图

马尔萨奈拉科特的时区为UTC+01:00、UTC+02:00（夏令时）。

## 行政
马尔萨奈拉科特的邮政编码为21160，INSEE市镇编码为21390。

## 政治
马尔萨奈拉科特所属的省级选区为舍诺沃县。

## 人口

1962-2008年间马尔萨奈拉科特人口变化图示

马尔萨奈拉科特于2022年1月1日时的人口数量为5440人。